# Gretna (Nebraska)
Gretna es una ciudad situada en el condado de Sarpy, Nebraska, Estados Unidos. Tiene una población estimada, a mediados de 2022, de 9071 habitantes.
En 2017 la ciudad anexó unos 12 km² del condado de Sarpy. El condado inició un juicio y logró revertir la decisión en una corte distrital. La disputa llegó finalmente a la Suprema Corte del Estado de Nebraska, que determinó en mayo de 2021 que la anexión era legal.
A raíz de esta decisión judicial, la superficie de la ciudad pasó de 6.66 km² a 17.96 km². 

## Geografía
La localidad está ubicada en las coordenadas 41°07′43″N 96°12′01″O / 41.12861, -96.20028 (41.128515, -96.200416). Según la Oficina del Censo de los Estados Unidos, tiene una superficie total de 17.96 km², de la cual 17.71 km² corresponden a tierra firme y 0.25 km² están cubiertos de agua.

## Demografía
Según el censo de 2020, en ese momento la ciudad tenía una población de 5083 habitantes. La superficie de la localidad en ese momento era de 6.66 km² y la densidad de población era de 763.21 hab./km². El 92.50% de los habitantes eran blancos, el 0.53% eran afroamericanos, el 0.26% eran amerindios, el 0.47% eran asiáticos, el 0.06% eran isleños del Pacífico, el 1.02% eran de otras razas y el 5.15% eran de una mezcla de razas. Del total de la población, el 3.11% eran hispanos o latinos de cualquier raza.